# Schizidium persicum
Schizidium persicum is een pissebed uit de familie Armadillidiidae. De wetenschappelijke naam van de soort is voor het eerst geldig gepubliceerd in 1986 door Helmut Schmalfuss.